# Francesco Carandini
Francesco Carandini (Colleretto Giacosa, 13 novembre 1858 – Parella, 23 ottobre 1946) è stato uno storico e poeta italiano.

## Biografia
Francesco Carandini nasce dal matrimonio tra Federico Carandini ed Elisa Realis. Nel 1922 gli venne riconosciuto il titolo di undicesimo Marchese di Sarzano, patrizio di Modena e nobile di Bologna.
Durante il Fascismo, più precisamente nel gennaio del 1924, fu messo a riposo dalla carica di prefetto di Udine, poiché i suoi sentimenti liberali non concordavano con l'avvento del Fascismo.  
Si sposò con Amalia Callery Cigna Santi, da cui ebbe Federico Cesare, Elisa e Nicolò.
Fu studioso di storia e letteratura. Pubblicò varie monografie, liriche e discorsi commemorativi. Tra cui ricordiamo Vecchia Ivrea.